# Ironman Triathlon
Ironman – zawody triatlonowe organizowane przez World Triathlon Corporation. Wyścigi organizowane są na dystansie (łącznie i bez przerw): 3,86 km (2,4 mil) pływanie, 180,2 km (112 mil) jazda na rowerze i 42,195 km (maraton, 26,2 mil) bieg. Wyścig zaliczany jest do długodystansowych startów triatlonowych.
Mistrzostwa Świata w wyścigach Ironman odbywają się każdego roku w październiku w hawajskim mieście Kona na wyspie Big Island.

## Wyścigi triatlonowe Ironman w Europie i na świecie
Zawody Ironman uważane są za najbardziej prestiżowe zawody triatlonowe na świecie. Jedynym pełnoprawnym organizatorem jest WTC (World Triathlon Corporation). W każdym ze startów bierze udział od kilkuset do kilku tysięcy zawodników. Wyścigi otwarte są również dla sportowców nieprofesjonalnych (amatorów), którzy uczestniczą w eliminacjach do Mistrzostw Świata (Hawaje) w kategoriach wiekowych. Około 5–10% startujących to zawodnicy profesjonalni, zazwyczaj klasyfikowani są w osobnej kategorii.
W 2009 roku zostały zorganizowane 22 starty Ironman kwalifikujące do startu w Ironman World Championship w Kona na Hawajach.
Poza zawodami kwalifikującymi do startu na Hawajach, odbywa się też wiele imprez na identycznych dystansach – nie posiadających licencji do używania nazwy Ironman m.in. w Polsce od 2008 roku odbywają się zawody w Borównie, czy Ekstremalna Sobota pod Szczecinem, a także od 2013 PolskaMan w Wolsztynie.
Uczestnicy zawodów na długim dystansie mogą tytułować się Ironami, w przeciwieństwie do Ironmanów (tylko WTC jako organizator).
Najbliżej Polski zawody Ironman odbywają się w:
- Ratyzbonie od 2010 (w 2012 zostały zawieszone)
- Klagenfurt am Wörthersee w Karyntii, nad Jeziorem Wörthersee w Austrii Ironman Austria[3]
- Frankfurcie w Niemczech Frankfurter Sparkasse Ironman European Championship.

Pozostałe europejskie starty:
- Ironman France w Nicei we Francji[4]
- Ironman Switzerland w Zurychu w Szwajcarii[5]
- Ironman UK w Bolton[6] w Wielkiej Brytanii
- Ironman Lanzarote na Wyspach Kanaryjskich w Hiszpanii[7]
- Ironman Wales w Pembrokeshire w Walii od 2011[8]
- Ironman Sweden w Kalmar w Szwecji od 2012[9]

## Jazda na rowerze

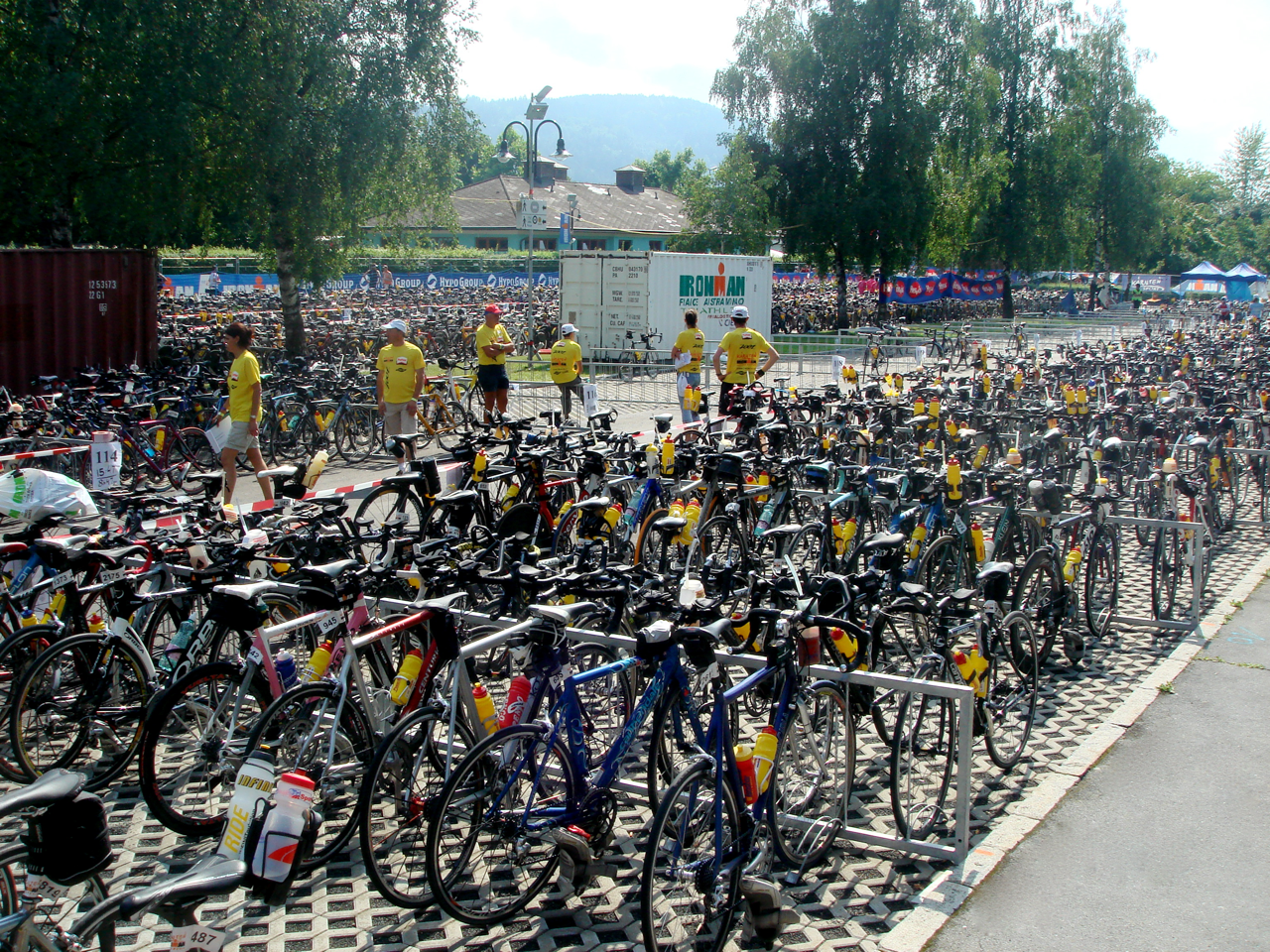
Park rowerowy w trakcie trwania zawodów Ironman w Klagenfurcie w Austrii

180 km to dystans jaki muszą pokonać na rowerze zawodnicy po ukończeniu pływania.
Dopuszczalne są zarówno rowery szosowe, jak i górskie. Charakterystyczne dla wyścigu rowerowego w zawodach Ironman jest to, że w przeciwieństwie do klasycznego wyścigu szosowego zawodnicy nie mogą sobie nawzajem pomagać. Niedozwolona jest technika tunelowania aerodynamicznego (tzw.: non drafting race), czyli chowania się za plecami innych zawodników lub całej grupy. Przepisy zawodów Ironman zazwyczaj wyznaczają minimalny odstęp pomiędzy zawodnikami na 10 metrów. Wyprzedzanie innego zawodnika nie może trwać dłużej niż 30 sekund. Po wykonaniu manewru wyprzedzania, zawodnik wyprzedzany musi wycofać się na odległość 10 metrów.
Obowiązkowe jest posiadanie zapiętego kasku rowerowego w trakcie całego okresu kontaktu z rowerem. Ściągnięcie lub odpięcie kasku przed linią końcową jazdy może skutkować dyskwalifikacją zawodnika.
W trakcie wyścigu sędziowie i wybrani obserwatorzy mogą ukarać zawodnika lub całą grupę kolarską żółtą lub czerwoną kartką. Żółta kartka oznacza konieczność zatrzymania się w punkcie kary (penalty box) na około 5–6 minut. Czerwona kartka oznacza dyskwalifikację (w zawodach Ironman organizatorzy mogą wprowadzić inną kolejność i znaczenie kartek – wprowadza się kartki podwójne i czarną, każdorazowo opisuje to regulamin zawodów i przekazywane jest podczas odprawy technicznej).
W przypadku usterki technicznej zawodnik nie może korzystać z pomocy zawodników lub innych osób. Całościowy czas potrzebny na pokonanie segmentu pływania i jazdy na rowerze również podlega ograniczeniom; np.: w Ironman Austria dla obydwu segmentów, wynosi 10h i 30 minut – po tym czasie zawodnicy, którzy nie ukończyli jazdy na rowerze nie mogą kontynuować dalszego etapu – biegu.

## Bieg
Bieg to klasyczny maraton (42,2 km). Zawodnicy nie mogą korzystać z pomocy innych osób. Maksymalny czas na pokonanie segmentów: pływania, jazdy na rowerze i biegu w Ironman Austria wynosi 17h.

## Strefy zmian
Strefa zmian jest wydzielonym obszarem, gdzie zawodnicy dokonują zmiany ubioru i sprzętu pomiędzy pływaniem i jazdą na rowerze oraz pomiędzy jazdą na rowerze i biegiem. Jazda rowerem w strefie zmian jest niedozwolona. Czas jaki zawodnik spędza w strefie zmian wlicza się do czasu całego wyścigu. W protokołach z wyścigów czasy spędzone w strefach zmian oznaczone są zazwyczaj odpowiednio T1 (pływanie-rower) i T2 (rower-bieg). Lokalizacje pierwszej i drugiej strefy mogą pokrywać się i odbywać w tym samym obszarze lub mogą znajdować się w pewnej odległości od siebie.
Efektywne i dynamiczne pokonanie strefy zmian stanowi istotny element treningu triatlonisty. Profesjonalnym zawodnikom pokonanie obydwu stref zmian zajmuje około 3–4 minut.
W mistrzostwach świata Kona Ironman 2008 w najszybszym czasie strefy zmian pokonał Craig Alexander; T1: 1:41, T2: 2:04, łącznie: 0:03:45, w 2009 roku najszybciej strefy zmian pokonał Terenzo Bozzone; T1: 1:43, T2: 1:57, łącznie: 0:03:40. Najdłuższy zanotowany czas pokonania obydwu stref wyniósł w 2008 roku: 1:10:19; w 2009 roku: 1:01:37.

## Rekordy ogólne
- W 2009 roku w mistrzostwach świata wystartowało 1779 zawodników. 1653 ukończyło pełny wyścig. Podział zawodników: 453 kobiet (27,4% ogółu zawodników) i 1200 mężczyzn (72,6%).
- Niezwykle znaną zawodniczką wśród społeczności triatlonowej na świecie jest katolicka zakonnica siostra Madonna Buder. Swoją karierę sportową rozpoczęła w wieku 49 lat. Ukończyła ponad 200 zawodów triatlonowych, w tym 13 razy startowała i ukończyła niezwykle wymagające zawody Ironman. W 2005 roku w wieku 75 lat, uczestnicząc w mistrzostwach świata Hawaii Ironman została najstarszą kobietą, która ukończyła wyścig, w czasie o godzinę krótszym od cut off time. Wówczas też utworzono odrębną kategorię wiekową dla kobiet w wieku +75 lat. W 2006 roku z czasem 16:59:03 ukończyła wyścig na niespełna minutę przed końcem zawodów. W 2008 roku nie zdołała ukończyć Ironmana w regulaminowym czasie, ale rok później w zawodach Ironman Canada zanotowała czas 16:54:30. W wieku 80 lat zdecydowała się stanąć na starcie w Ironman Canada 2010, jednak problemy ze strojem nie pozwoliły jej wystartować. W wieku 82 lat podjęła start na Mistrzostwach Świata Ironman w 2012, jednak nie ukończyła części kolarskiej.
- Najstarszym zawodnikiem, który ukończył dystans Ironman jest Japończyk Hiromu Inada. Uczynił to na Mistrzostwach Świata 2018 na Hawajach w wieku 85 lat[10].
- Udział w Ironman brał również Dick Hoyt wraz ze swoim niepełnosprawnym synem Rickiem. Dick płynąc ciągnął za sobą Ricka w pontonie, również wspólnie jechali na rowerze, w trakcie maratonu pchał specjalny wózek, na którym znajdował się Rick.

## Rekordziści świata
Poniższa tabela prezentuje zestawienie najlepszych wyników uzyskanych na mistrzostwach świata Ironman w Kona na Hawajach. 

### Kobiety
| Rok   | Mistrzyni Świata    | 1. wicemistrzyni   | 2. wicemistrzyni     |
| ----- | ------------------- | ------------------ | -------------------- |
| 2012  | Leanda Cave         | Caroline Steffen   | Mirinda Carfrae      |
| czas: | 09:15:54            | 09:16:58           | 09:21:41             |
| 2011  | Chrissie Wellington | Mirinda Carfrae    | Leanda Cave          |
| czas: | 08:55:03            | 08:57:57           | 09:03:29             |
| 2010  | Mirinda Carfrae     | Caroline Steffen   | Julie Dibens         |
| czas: | 08:58:36            | 09:06:00           | 09:10:04             |
| 2009  | Chrissie Wellington | Mirinda Carfrae    | Virginia Berasategui |
| czas: | 08:54:02            | 09:13:59           | 09:15:28             |
| 2008  | Chrissie Wellington | Yvonne Van Vlerken | Sandra Wallenhorst   |
| czas: | 09:06:23            | 09:21:20           | 09:22:52             |
| 2007  | Chrissie Wellington | Samantha McGlone   | Kate Major           |
| czas: | 09:08:45            | 09:14:04           | 09:19:13             |
| 2006  | Michellie Jones     | Desiree Ficker     | Lisa Bentley         |
| czas: | 09:18:31            | 09:24:02           | 09:25:18             |
| 2005  | Natascha Badmann    | Michellie Jones    | Kate Major           |
| czas: | 09:09:30            | 09:11:51           | 09:12:39             |

### Mężczyźni
| Rok   | Mistrz Świata        | 1. wicemistrz         | 2. wicemistrz       |
| ----- | -------------------- | --------------------- | ------------------- |
| 2021  | Kristian Blummenfelt | Lionel Sanders        | Braden Currie       |
| czas: | 07:49:16             | 07:54:03              | 07:54:19            |
| 2019  | Jan Frodeno          | Tim O'Donnell         | Sebastian Kienle    |
| czas: | 07:51:13             | 07:59:40              | 08:02:04            |
| 2018  | Patrick Lange        | Bart Aernouts         | David McNamee       |
| czas: | 07:52:39             | 07:56:41              | 08:01:09            |
| 2017  | Patrick Lange        | Lionel Sanders        | David McNamee       |
| czas: | 08:01:40             | 08:04:07              | 08:07:11            |
| 2016  | Jan Frodeno          | Sebastian Kienle      | Patrick Lange       |
| czas: | 08:06:30             | 08:10:02              | 08:11:14            |
| 2015  | Jan Frodeno          | Andreas Raelert       | Timothy O'Donnell   |
| czas: | 08:14:40             | 08:17:43              | 08:18:50            |
| 2014  | Sebastian Kienle     | Ben Hoffman           | Jan Frodeno         |
| czas: | 08:14:18             | 08:19:23              | 08:20:32            |
| 2013  | Frederik Van Lierde  | Luke McKenzie         | Sebastian Kienle    |
| czas: | 08:12:29             | 08:15:19              | 08:19:24            |
| 2012  | Pete Jacobs          | Andreas Raelert       | Frederic van Lierde |
| czas: | 08:18:17             | 08:23:40              | 08:24:09            |
| 2011  | Craig Alexander      | Pete Jacobs           | Andreas Raelert     |
| czas: | 08:03:56             | 08:09:11              | 08:11:07            |
| 2010  | Chris McCormack      | Andreas Raelert       | Marino Vanhoenacker |
| czas: | 08:10:37             | 08:12:17              | 08:13:14            |
| 2009  | Craig Alexander      | Chris Lieto           | Andreas Raelert     |
| czas: | 08:20:21             | 08:22:56              | 08:24:32            |
| 2008  | Craig Alexander      | Eneko Llanos Burguera | Rutger Beke         |
| czas: | 08:17:45             | 08:20:50              | 08:21:23            |
| 2007  | Chris McCormack      | Craig Alexander       | Torbjorn Sindballe  |
| czas: | 08:15:34             | 08:19:04              | 08:21:30            |
| 2006  | Normann Stadler      | Chris McCormack       | Faris Al-Sultan     |
| czas: | 08:11:56             | 08:13:07              | 08:19:04            |
| 2005  | Faris Al-Sultan      | Cameron Brown         | Peter Reid          |
| czas: | 08:14:17             | 08:19:36              | 08:20:04            |

Źródło: Wyniki w roku 2008. ironman.com. [zarchiwizowane z tego adresu (2011-11-20)].,
w 2007,. ironman.com. [zarchiwizowane z tego adresu (2009-01-26)].
w 2006. ironman.com. [zarchiwizowane z tego adresu (2009-02-24)].
i w roku 2005. ironman.com. [zarchiwizowane z tego adresu (2009-02-24)]..

## Ironman na świecie

### Ironman Klagenfurt
Ironman w Klagenfurcie odbywa się nad jeziorem Wörthersee. Pierwsze zawody miały miejsce w 1997 dzięki Georgowi Hocheggerowi oraz Lorenzowi i Stefanowi Petsching. Opracowali dokładny plan przebiegu trasy triatlonu (składa się z 3 dyscyplin z pływania – 1,5 km, jazdy na rowerze – 40 km, biegania – 10 km). Sportowcy zaczynają i kończą bieg we wschodniej zatoce jeziora Wörthersee. W 1999 zawody odbyły się pod nazwą „Ironman” zrzeszając 803 zawodników, z roku na rok liczba chętnych ciągle wzrasta (w 2001 roku sięgnęła 1,5 tysiąca uczestników). Dzisiaj Triangle współpracuje z ponad 20 000 sportowcami zarówno w Austrii (oprócz 11. edycji w Klagenfurt am Wörthersee „Ironman” odbywał się po raz trzeci w St. Pölten), jak i na arenie międzynarodowej (w roku 2009 zmagania sportowe odbywały się w Afryce, 27 czerwca bieżącego roku w Nicei igrzyska odbędą się już po raz szósty). W triatlonie może wziąć udział każdy (wyznacznikiem jest liczba zgłoszeń). Dodatkowo całej imprezie towarzyszą koncerty i inne wydarzenia rozrywko-kulturalne.